# Guerra de sucesión española en Cataluña

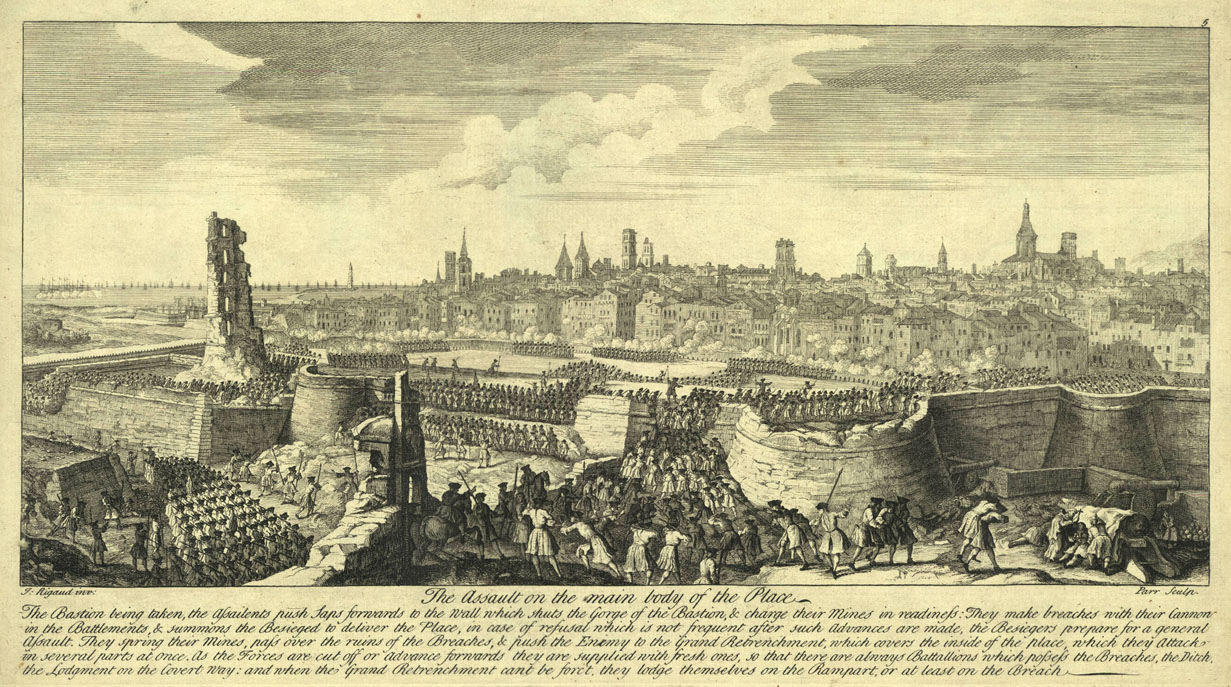
Asalto final de las tropas borbónicas sobre Barcelona el 11 de septiembre de 1714.

La guerra de sucesión española en Cataluña es el relato de lo sucedido en el Principado de Cataluña durante la guerra de sucesión española, en la que Cataluña, como el resto de territorios de la Corona de Aragón, se decantó en favor del Archiduque Carlos, quien fue reconocido en Barcelona en 1705 como rey de la España con el título de Carlos III, y allí situó su corte. La fidelidad de Cataluña a la causa austracista la convertirá en el último reducto —junto con el reino de Mallorca— de la resistencia al avance de Felipe V, incluso después de que se hubieran firmado los tratados de Utrecht-Rastatt (1713-1714) que pusieron fin a la guerra en Europa. Tras la capitulación de Barcelona el 12 de septiembre de 1714 el rey promulgó el Decreto de Nueva Planta que abrió una nueva etapa en la historia de Cataluña.

## Felipe V en Cataluña: las Cortes de Barcelona de 1701-1702 y el inicio de la guerra

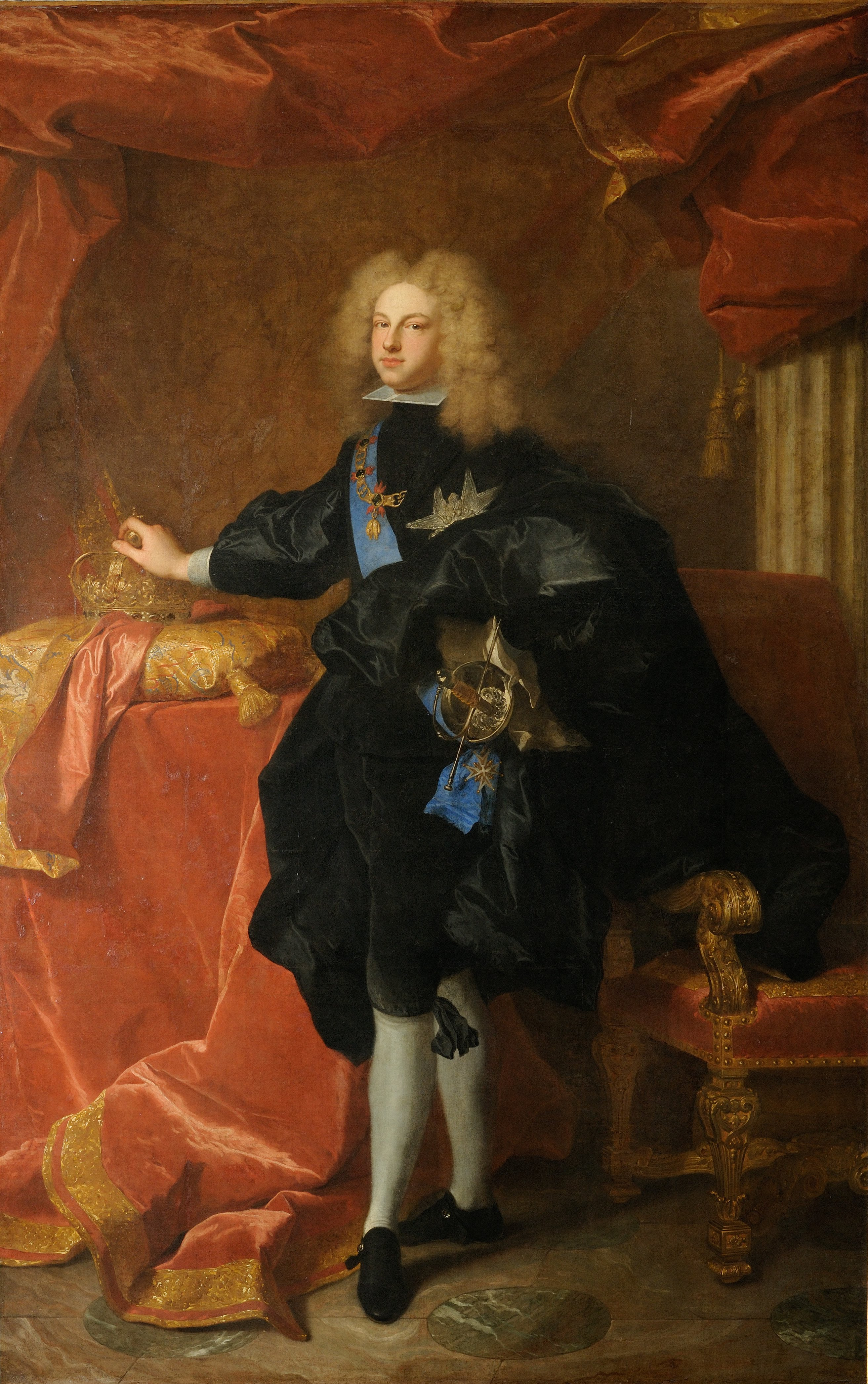
Felipe de Borbón, duque de Anjou, en 1701

En su testamento Carlos II nombró a Felipe de Borbón, duque de Anjou y nieto del rey de Francia Luis XIV, como su sucesor. En enero de 1701, un mes antes de llegar a Madrid para ocupar el trono, Felipe anunció la celebración de Cortes en Cataluña, que iría acompañada de la jura de las Constituciones catalanas. Parece que fue su abuelo el rey de Francia, Luis XIV, quien le aconsejó que lo hiciera para «hacer ver a aquellos pueblos de naturaleza inquieta y celosos de sus privilegios que no tenía intención de suprimirlos».
Nada más llegar a Barcelona, Felipe juró las Constituciones catalanas el 4 de octubre de 1701 y pocos días después abrió las sesiones de las Cortes catalanas. Durante las mismas los diputados y las instituciones catalanas defendieron el pactismo y el constitucionalismo que caracterizaban las relaciones entre el rey y sus vasallos en el Principado, afirmando que «en Cataluña quien hace las leyes es el rey con la corte» y que «en las Cortes se disponen justísimas leyes con las cuales se asegura la justicia de los reyes y la obediencia de los vasallos».

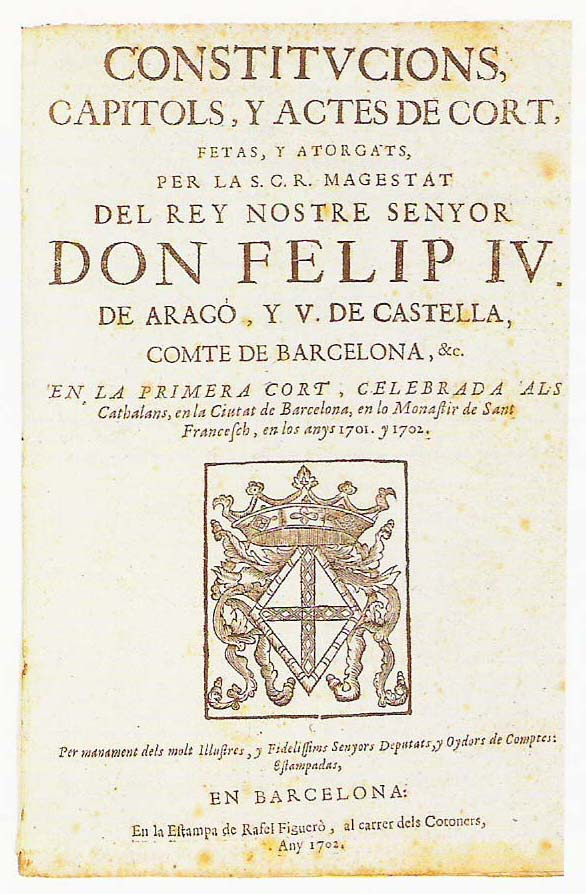
Constituciones, Capítulos de corte y Actos de corte aprobados por las Cortes catalanas de 1701-1702.

Las Cortes se clausuraron a principios de enero de 1702, con la aprobación previa de un donativo al rey de un millón y medio de libras —que al virrey conde de Palma le pareció demasiado reducido—. El rey hizo importantes concesiones (la creación del Tribunal de Contrafacciones; el envío a América de dos barcos al año sin pasar por el monopolio castellano; la libre exportación de vino, aguardiente y productos agrícolas a los puertos peninsulares sin recargo; el establecimiento de aranceles para los vinos, los aguardientes y los tejidos extranjeros) y, según Joaquim Albareda, "el pactismo salió claramente fortalecido" aunque el monarca no cedió en los dos temas más importantes: ni en la cuestión de los alojamientos ni en el del control de la insaculación de los miembros de la Diputación del General de Cataluña y del Consejo de Ciento. Un destacado austracista como Feliu de la Peña reconoció que las Constituciones y capítulos de corte aprobados eran «las más favorables que había conseguido la Provincia», lo que fue muy criticado por un felipista castellano: «todo fue confirmar privilegios y añadir otros que alentaban a la insolencia porque los catalanes creen que todo va bien gobernado gozando ellos de muchos fueros», ofreciendo a cambio un «regular donativo, no muy largo».
No hubo demasiados problemas para fijar la cantidad, el conflicto se produjo a la hora de establecer los medios que se habían de aplicar a la recaudación. Finalmente se establecieron diversos recursos, como el estanco del tabaco, el repartimiento entre los «fogatges» y el catastro —una imposición sobre la riqueza, pero de pago municipal, no personal—. Sin embargo, el donativo quedó limitado, pues el rey debía satisfacer una importante cantidad en concepto de «greuges». No se sabe lo que verdaderamente llegó a percibir Felipe V. De todos modos, aunque las necesidades económicas eran muchas y urgentes, el donativo no era lo más importante para el rey, por encima del dinero otorgado estaba el entendimiento político, el haber logrado evitar algunas de las concesiones solicitadas, como la constitución de las desinsaculaciones, y el éxito de haber conseguido concluir las cortes.
Mientras se celebraban las Cortes comenzó la guerra de sucesión española por lo que tras su clausura, Felipe V (IV de Aragón) embarcó en Barcelona el 8 de abril de 1702 hacia el reino de Nápoles.

## El triunfo del austracismo en Cataluña (1702-1705)

### El nacimiento del "partido austracista"
Tras la marcha de Felipe V se produjeron los primeros conflictos entre las instituciones catalanas y los oficiales reales encabezados por el virrey. El que tuvo mayor resonancia fue el que se produjo en octubre de 1702 con motivo de la orden de expulsión del comerciante y ciudadano honrado Arnold de Jager, junto con su familia, por ser de origen holandés (Holanda formaba parte de la Gran Alianza antiborbónica) aunque residía en Barcelona desde 1661, lo que fue respondido por la Conferencia de los Tres Comunes con la petición de la reunión del recién creado Tribunal de Contrafacciones porque consideraba que la orden violaba las Constituciones de Cataluña. Finalmente el rey desde Italia revocó el destierro, a pesar de que el Consejo de Estado se opuso porque «no quedará V. Magd. obedecido en nada».
Este conflicto coincidió con el crecimiento de los apoyos al "partido austracista" y del sentimiento antifrancés —el cónsul protestó porque los franceses eran insultados con gritos como «oin, oin, gabacho puerco» y apedreados en las calles—. Un general francés afirmó que la mayoría de la gente, especialmente en Barcelona, era contraria a Felipe V y los «realistas» eran señalados con el dedo y la gente rehuía su compañía. El propio Luis XIV se quejó de que no había «orden ni gobierno en Cataluña» —«se ha llegado a tal extremo que en Barcelona se habla públicamente a favor del emperador»— y lo achacó a «las leyes obtenidas en las últimas Cortes», gracias a las cuales «la gente de dicha provincia es cada vez más insolente... y no reconocen la autoridad real». Este ambiente cada vez más hostil a Felipe V también se debió a la represión ejercida por el nuevo virrey Velasco contra las personas sospechosas de ser favorables a la causa del Archiduque Carlos.
Como Barcelona estaba estrechamente vigilada por los oficiales del virrey, el primer núcleo activo austracista surgió en el interior de Cataluña, en la Plana de Vich —de ahí el nombre que recibieron sus miembros de vigatans, apodo que luego se extendería al conjunto de los partidarios del Archiduque Carlos—. Los vigatans prepararon el ambiente para realizar un movimiento armado, persiguiendo a los felipistas motejándolos de botiflers o gabachos, y llegando incluso a retirar el retrato de Felipe V de la "casa de la vila" de Vich.

### El fracasado desembarco austracista de 1704

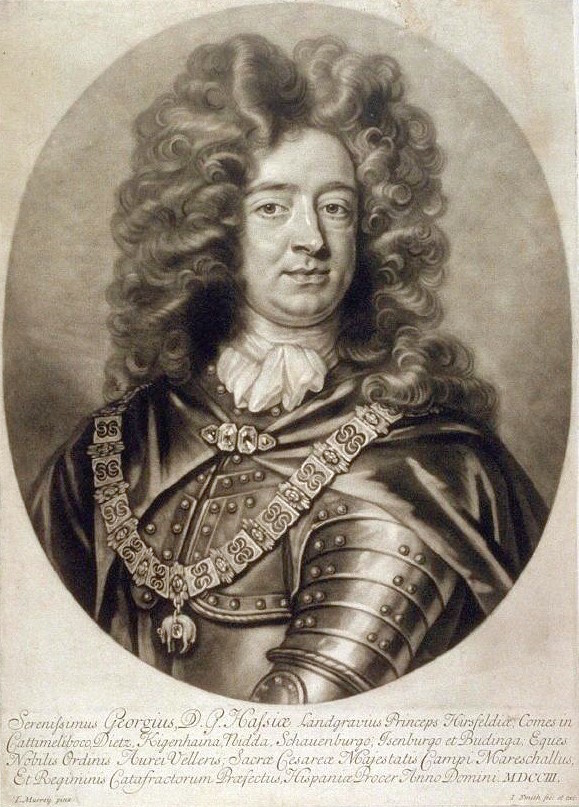
El príncipe Jorge de Darmstadt. Felipe V lo destituyó como virrey de Cataluña por su vinculación con la Casa de Austria —que no lo había reconocido como rey— y en abril de 1701 lo expulsó de sus dominios. Durante los tres años en que había desempeñado el cargo de virrey de Cataluña, el príncipe de Darmstadt había alcanzado una gran popularidad gracias al apoyo que había dado a las reivindicaciones de las instituciones catalanas, como la de recuperar el control de la insaculación para la designación de los miembros de la Diputación del General y del Consejo de Ciento, dos de los Tres Comunes de Cataluña, o intentar resolver el controvertido tema de los alojamientos de tropas en el Principado. También le había granjeado muchos apoyos la reclamación de más medios para defender Cataluña de los ataques franceses y la decisión de aumentar los aranceles de los tejidos de lana y de seda franceses para proteger la manufactura catalana. Llegó a asistir incluso a una de las reuniones de la «Academia de los Desconfiados» que agrupaba a los miembros de la élite catalana más firmes partidarios de la Casa de Austria, en un momento en que en la corte de Madrid se dilucidaba quien sería el sucesor de Carlos II.

El príncipe Jorge de Damstadt, antiguo virrey de Cataluña durante cuyo mandato se había ganado las simpatía de las instituciones y de las élites catalanas, tras su destitución por Felipe V se había convertido en uno de los principales valedores de la causa austracista, por lo que acompañó al archiduque Carlos a Lisboa en marzo de 1704 y allí fue nombrado vicario de la Corona de Aragón, siendo destinado junto con el almirante George Rooke a bordo de la flota angloholandesa del Mediterráneo. En aquel momento Darmstadt mantenía contactos con el "partido austracista" de Cataluña que iba ganando cada vez más adeptos.
El 27 de mayo de 1704 la escuadra de 30 barcos ingleses y 18 holandeses, comandados por el almirante George Rooke y con Jorge de Darmstadt al frente, se presentó ante Barcelona a la espera de que se produjera el alzamiento austracista de la ciudad. Pero los implicados en la sublevación fallaron y tampoco las instituciones catalanas actuaron, a pesar de sus simpatías por la causa del Archiduque, adoptando en cambio una actitud temerosa y servil ante el virrey.
"Harto de esperar una respuesta y molesto por la ambigüedad de las instituciones catalanas [que se debatían entre una admiración incuestionable hacia Darmstadt y la fidelidad debida a Felipe V, máxime cuando la amenaza de represión por parte del virrey Velasco era incontrovertible], Darmstadt bombardeó la ciudad, desconcertando a sus partidarios". También ordenó que desembarcara un contingente de 2.600 soldados en la desembocadura del río Besós, pero esto tampoco logró disipar los temores de los austracistas y el alzamiento de la ciudad nunca se produjo, por lo que los soldados reembarcaron y la flota aliada abandonó las aguas de Barcelona.

### La escalada represiva del virrey felipista Velasco
El virrey Velasco dedujo de unos documentos encontrados al austracista Josep Duran —que había sido uno de los enlaces del príncipe de Darmstadt— que era la Conferencia de los Tres Comunes, presidida por el deán y canónigo de Tarragona Buenaventura de Lanuça, «la oficina donde se formó la conspiración antecedente» y señalaba al brazo militar de Cataluña como «la parte más poderosa y dominante» de aquella. Procedió entonces a encarcelar a muchos sospechosos, la mayoría de ellos miembros de la Conferencia de los Tres Comunes, entre los cuales se encontraban uno de los líderes del austracismo catalán, Narcís Feliu de la Penya, el jefe de los vigatans Jaume Puig de Perafita y miembros de las principales familias de la nobleza catalana, lo que hizo que muchos indecisos se decantaran ya claramente a favor del Archiduque, incrementándose así los miembros del "partido austracista", todo lo contrario de lo que pretendía el virrey. No pudo detener a una parte de los conjurados porque habían embarcado con Darmstadt rumbo a Lisboa —participando en la toma de Gibraltar— donde se reunieron con el Archiduque. Velasco también ordenó requisar las estampas, efigies, cuadros e imágenes de Jorge de Darmstadt. La espiral represiva continuó al año siguiente, durante el cual fueron detenidos jueces de la Audiencia de Cataluña y miembros del Consejo de Ciento, así como el obispo de Barcelona  Benet Sala Caramany. Finalmente el virrey Velasco ordenó la supresión de la Conferencia de los Tres Comunes.

### El Pacto de Génova de junio de 1705 y el proyecto austracista
En ese contexto de persecución del austracismo catalán fue en el que se produjo la firma el 20 de junio de 1705 del pacto de Génova entre el Reino de Inglaterra y Cataluña con el objetivo de derrocar a Felipe V y hacer rey al Archiduque Carlos, a cambio de mantener las leyes e instituciones catalanas.
En marzo de 1705 la reina Ana de Inglaterra había nombrado como comisionado suyo a Mitford Crowe, un comerciante de aguardiente afincado en el Principado de Cataluña, «para contratar una alianza entre nosotros y el mencionado Principado o cualquier otra provincia de España» y le dio instrucciones para que negociara con algún representante de las instituciones catalanas «habiendo sido informada de que la gente de Cataluña se sentía inclinada a liberarse del yugo que Francia le ha impuesto y sustraerse al poder del duque de Anjou para volver a la obediencia de la Casa de Austria».
Crowe, como no pudo entrevistarse con ningún representante de las instituciones catalanas a causa de la campaña represiva del virrey felipista Velasco, contactó con el grupo de los vigatans para que firmaran la alianza anglocatalana en nombre del Principado. Los vigatans se reunieran el 17 de mayo de 1705 en Vich donde acordaron otorgar plenos poderes al joven noble Antonio Peguera (Antoni de Peguera i d'Aimeric) y al abogado Domingo Perera (Domènec Perera) para que firmaran el tratado con Inglaterra en nombre de los catalanes.
Según el acuerdo rubricado en Génova el 20 de junio de 1705 por Peguera y Parera, en nombre del Principado de Cataluña, y por Crowe como comisionado de la reina, Inglaterra se comprometía a hacer desembarcar en la costa española 8.000 soldados de infantería y 2.000 de caballería de las fuerzas de la Gran Alianza y a entregar 12.000 fusiles con su correspondiente munición para armar a las fuerzas catalanas. A cambio Cataluña reconocería a Carlos de Austria como legítimo rey de España y el nuevo rey debería jurar y mantener las leyes catalanas.
En el texto del tratado se puede apreciar el ideario del austracismo catalán —y en general del resto de estados de la Corona de Aragón— que estaba basado en la defensa del modelo pactista y "constitucionalista" de las relaciones entre el soberano y sus súbditos, que anteponía la fidelidad a la "patria" —la defensa de las «libertades, leyes y derechos de la patria»— a la fidelidad al rey si este violaba las leyes e instituciones propias que la caracterizaban y definían. Así en el tratado se alude 17 veces a las Constituciones catalanas y a su defensa, lo que contrasta con la política represiva de los virreyes nombrados por Felipe V —que por otro lado se quejaban de «lo que estrechan sus Constituciones», refiriéndose al poder efectivo que tenían en el Principado—.

La rebelión catalana de 1705 no fue espontánea ni popular en su origen, sino que expresaba los objetivos políticos de la clase dirigente. Barcelona albergaba una élite urbana cohesionada, producto de la mezcla de la oligarquía de Barcelona con la aristocracia tradicional y consolidada gracias al renacimiento de la economía catalana a partir del decenio de 1680.  A su vez, esto generó los ambiciosos proyectos del abogado Narcís Feliu de la Penya, cuyo llamamiento a una reorientación del comercio catalán, que tenía que apartarse de los mercados tradicionales del Mediterráneo para dirigirse hacia América, reflejaba la participación creciente en el comercio colonial y se basaba fundamentalmente no en la industria de Barcelona, dominada por el régimen gremial, sino en los productos exportables del sector rural y en las pequeñas ciudades de la costa. Para la élite catalana, la Guerra de Sucesión era la oportunidad de explotar la posición de Cataluña y de vender su alianza al mejor postor
John Lynch

La guerra de 1705 no fue una mera defensa de los fueros, sino que estaba dirigida a servir a los intereses de la élite comerciante catalana, deseosa de promover a Barcelona como la capital de los negocios de España, un centro de comercio libre, una nueva metrópoli de comercio colonial y de iniciativas económicas. No trataban de conseguir la secesión de Cataluña ni el desmembramiento de España; al contrario, luchaban por incorporar el modelo catalán en una España unida y liberada del dominio de Francia
John Lynch.

### Barcelona proclama a Carlos III el Archiduque (octubre de 1705)

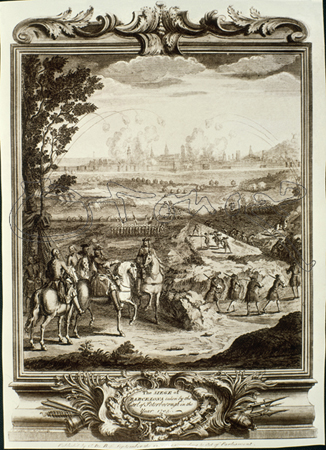
Sitio de Barcelona de septiembre de 1705 por las tropas aliadas al mando del conde de Peterborough

Los vigatans cumplieron su parte del pacto de Génova y desde la Plana de Vich, que ya controlaban desde la primavera de 1705, fueron extendiendo la rebelión en favor del Archiduque por las comarcas vecinas del interior del Principado. Lo mismo hizo la familia Nebot de Riudoms desde el Campo de Tarragona, así como Antoni Desvalls, Marqués de Poal, desde las comarcas de Lérida, y Joan Esteve y el doctor Francesc Carreu, desde Seo de Urgel. Los sublevados iban vestidos con distintivos imperiales y a principios de octubre de 1705 se habían adueñado prácticamente de todo el Principado, excepto de Barcelona donde seguía dominando la situación el virrey felipista Francisco Antonio Fernández de Velasco y Tovar.
Por su parte el archiduque Carlos, en cumplimiento de lo acordado en Génova, embarcó en Lisboa rumbo a Cataluña. La flota aliada estaba compuesta por 180 barcos, 9.000 soldados ingleses, neerlandeses y austríacos y 800 caballos bajo las órdenes del conde de Peterborough, el neerlandés Shrattenbach y Jorge de Darmstadt. El 17 de agosto la escuadra se detenía en Altea donde el archiduque fue proclamado Rey, extendiéndose la revuelta austracista valenciana de los maulets liderada por el general Juan Bautista Basset y Ramos.
La flota llegó a Barcelona el 22 de agosto de 1705 cuando estaba en pleno apogeo la revuelta austracista. Pocos días después desembarcaban unos 17.000 soldados aliados y comenzaba el sitio de Barcelona, al que se sumaron los vigatans, que por otro lado tomaron represalias contra felipistas que vivían fuera de la ciudad y contra casas de jesuitas, que apoyaban a Felipe V. El ataque a Barcelona se inició con la batalla de Montjuic, en la que perdió la vida el príncipe de Darmstadt, y nada más capturar el castillo de Montjuic, los aliados comenzaron el 15 de septiembre el bombardeo de la ciudad desde allí.
Barcelona, rodeada de las tropas aliadas capituló el 9 de octubre, a causa también de la revuelta popular iniciada en el barrio de la Ribera ante el temor de que el virrey Velasco se llevara a los prisioneros acusados de conspiración. Cuando entraron las tropas de Peterborough hubo vivas a la patria y a la libertad y a Carlos III. Gracias a la intervención del Consejo de Ciento el virrey Velasco y algunos felipistas destacados lograron salvar la vida. Cuando el Archiduque Carlos, Carlos III, entró en Barcelona el 22 de octubre se le hizo entrega de las capitulaciones de la rendición en las que se insistía en que fueran respetadas las Constituciones catalanas y las disposiciones de las últimas Cortes catalanas reunidas por Felipe V en 1701-1702, en clara referencia a lo acordado en el Pacto de Génova.
Carlos III el Archiduque el 7 de noviembre de 1705 juró las constituciones catalanas y a continuación convocó las Cortes.

## La Cataluña austracista

### Las Cortes de 1705-1706 y el gobierno de Carlos III

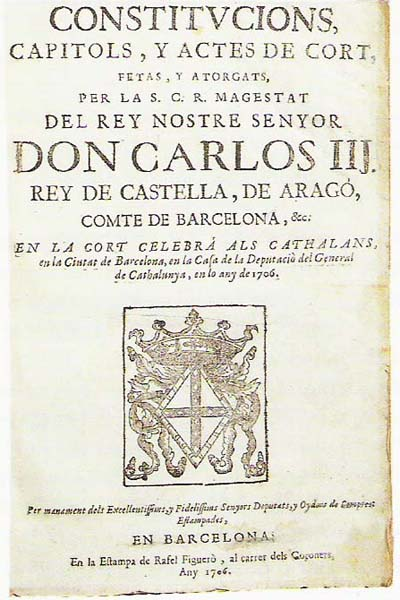
Actos de las Cortes de 1705.

El ambiente en el que desarrollaron las Cortes de 1705-1706 fue completamente diferente al de las Cortes anteriores presididas por Felipe V. Carlos III el Archiduque recibió a los Tres Comunes de Cataluña y nombró en los puestos clave de la nueva Real Audiencia a austracistas reconocidos, y como secretario personal suyo a Ramon de Vilana Perlas y como mediador con los tres brazos de las Cortes, a Narcís Feliu de la Penya, dos de los miembros más prominentes del austracismo catalán.
En el terreno económico se aprobaron importantes medidas, algunas de las cuales desarrollaron lo acordado en las Cortes de 1701, y que estaban a medio camino entre el «líbero comercio» y el proteccionismo de la producción agraria y manufacturera catalanas —singularmente ante Francia, el rival comercial del Principado—, aunque muchos de los logros alcanzados no llegaron a ponerse en práctica a causa de la guerra y de la derrota final del austracismo. No menos importantes fueron los acuerdos en el terreno político, en su mayoría dirigidos a lograr un mayor control sobre las autoridades reales y señoriales. En cuanto a los dos temas más controvertidos en las Cortes de 1701-1702, sobre los que Felipe V se negó a hacer ningún tipo de concesión, se acordó que las tropas vivieran en cuarteles y no en casas particulares y en cuanto a las insaculaciones la Corona dejaría de elaborar las listas aunque se reservaba algunas prerrogativas. Por otro lado, se reconoció jurídicamente a la Conferencia de los Tres Comunes prohibida por el virrey felipista Velasco, que se convirtió en un órgano asesor.
El campo más innovador de los acuerdos de las Cortes fue el referido a la protección de los derechos individuales y al imperio de la ley, produciéndose, según el historiador Joaquim Albareda, "un avance notable en el ámbito de las garantías de la libertad civil": se prohibió a los oficiales reales abrir investigaciones o procesar a los integrantes de la Diputación del General, del brazo militar y de los consejos municipales; se consagró el principio del secreto de la correspondencia; se prohibió que los oficiales reales pudieran detener a los habitantes del Principado sin causa legítima, y se estableció además que después de quince días pudieran recuperar la libertad si no eran juzgados, así como se reconoció el derecho del inculpado a la defensa; por último, se delimitaron las atribuciones de la Real Audiencia para frenar los abusos de jueces, abogados, escribanos o notarios.
A cambio de las concesiones hechas por Carlos III el Archiduque, las Cortes aprobaron un donativo de dos millones de libras —a pagar en diez años—, una cantidad muy debajo de las expectativas del rey. Además tanto la Diputación del General como el Consejo de Ciento tenían que crear y sufragar cada uno un regimiento de 500 hombres.
Según el historiador Joaquim Albareda, las Cortes de 1705-1706, junto las anteriores de 1701-1702, supusieron "una auténtica puesta al día del constitucionalismo" tras el recorte experimentado tras la Guerra de los Segadores. "Las Constituciones se revelaban, de este modo, como un mecanismo eficaz para regir la sociedad catalana, adaptándose a sus demandas, lejos de haberse convertido en un marco jurídico anquilosado y marchito por el paso del tiempo", afirma Albareda. Sin embargo, las constituciones políticas, como las económicas, no fueron respetadas por Carlos III el Archiduque. Debido a la falta endémica de recursos para mantener su ejército, no aplicó lo aprobado sobre alojamientos de tropas y contribuciones de guerra y siguió controlando la insaculación de la Diputación del General y del Consejo de Ciento, a lo que se sumó la persecución implacable que sufrieron los partidarios de la causa borbónica. "Estos problemas, sumados a los rigores de la guerra, a la penuria económica y a los abusos cometidos por los ejércitos de uno y otro bando, sumieron a los catalanes en el desencanto y la desesperación", afirma Joaquim Albareda.

### Ofensivas y contraofensivas borbónicas y austracistas (1707-1711)

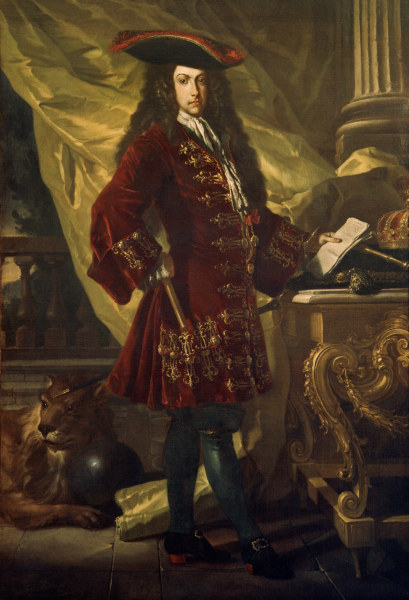
El Archiduque Carlos hacia 1707

Tras la victoria borbónica en la batalla de Almansa del 25 de abril de 1707 las tropas aliadas se retiraron hacia Cataluña por lo que Felipe V pudo someter sin apenas resistencia al Reino de Valencia y al Reino de Aragón —que perdieron sus fueros e instituciones propias por el Decreto de Nueva Planta de finales de junio de 1707—. Mientras las tropas borbónicas del duque de Berwick ocupaban Valencia, las comandadas por el duque de Orleans se apoderaban de Zaragoza el 25 de mayo, y desde allí se dirigieron hacia Lérida que fue tomada a principios de noviembre, ciudad en la que los borbónicos, como ya había sucedido en otras localidades valencianas y aragonesas, emprendieron una terrible represión contra los austracistas, incluidos los simples sospechosos. "A partir de aquel momento, se agravaron los problemas de manutención de los soldados aliados y se multiplicaron los conflictos a raíz de los abusos que éstos cometían sobre una población exhausta y desmoralizada".
A principios de 1708 Carlos III recibió el refuerzo de 6.000 soldados imperiales que desembarcaron en Barcelona, pero no pudo impedir que los borbónicos tomaran Tortosa el 10 de julio, casi al mismo tiempo que caían Denia y Alicante, los últimos reductos de la resistencia austracista en el reino de Valencia.

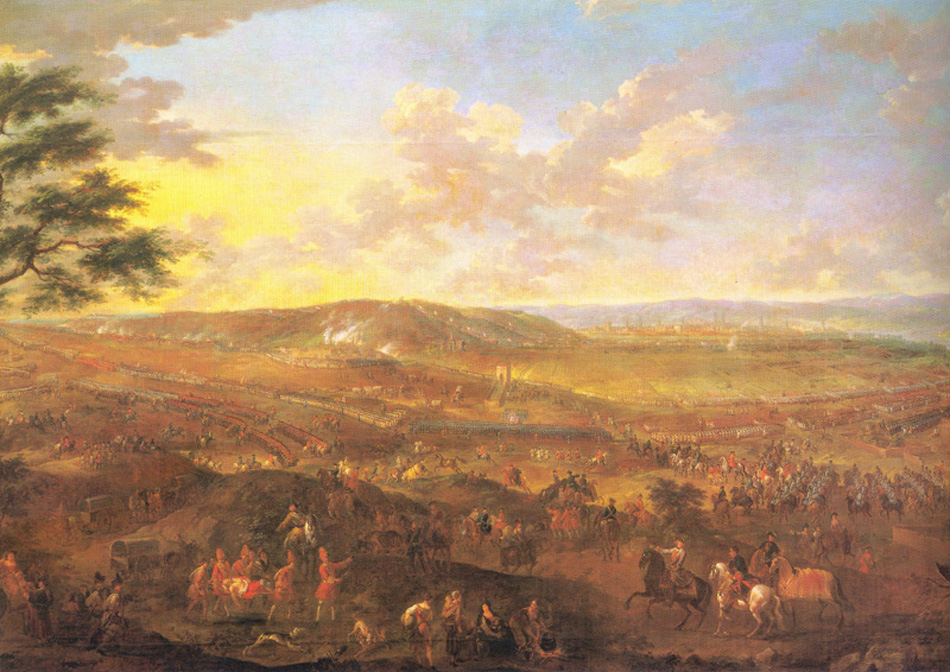
La batalla de Zaragoza.

En 1709 la ofensiva borbónica sobre Cataluña no pudo continuar porque Luis XIV, que había comenzado a negociar con los aliados el final de la guerra (Preliminares de La Haya), ordenó la retirada del ejército francés que combatía en la península ibérica en apoyo de su nieto Felipe V. Esta situación intentó ser aprovechada por Carlos III el Archiduque para iniciar una ofensiva desde Cataluña en la primavera de 1710 con la finalidad de ocupar Madrid por segunda vez —la primera había tenido lugar en 1706—. El 27 de julio el ejército aliado al mando de Guido von Starhemberg y James Stanhope derrotaban a los borbónicos en la batalla de Almenar y casi un mes después, el 20 de agosto, al ejército del marqués de Bay en la batalla de Zaragoza. Tras esta victoria el reino de Aragón volvió a manos de los austracistas y Carlos III cumplió su promesa de restablecer sus fueros, Carlos III hizo su segunda entrada en Madrid el 28 de septiembre, pero un mes después la abandonaba debido a la falta de apoyos y a la hostilidad con que se encontró.
Durante la retirada del ejército aliado de Madrid llegó la noticia de que un ejército francés de quince mil hombres al mando del duque de Noailles había llegado a Perpiñán y se disponía a cruzar la frontera. Carlos III se adelantó para llegar cuanto antes a Barcelona y se dice que cuando llegó a tierras aragonesas exclamó: «Ya estoy en mi reino». Mientras tanto el 3 de diciembre Felipe V entraba de nuevo en Madrid y sus tropas al mando del duque de Vendôme emprendían la persecución de los ejércitos aliados de Stanhope y de Starhemberg que se retiraban hacia Aragón, "faltas de recursos y libradas al pillaje". El primero fue derrotado el 6 de diciembre en la batalla de Brihuega y el segundo al día siguiente en la batalla de Villaviciosa. Con estas dos victorias borbónicas la guerra en la península ibérica dio un vuelco decisivo a favor de Felipe V. Así describió Luis XIV la nueva situación creada por las victorias felipistas:

Mi alegría ha sido inmensa... [Las victorias de Felipe V suponen] el giro decisivo de toda la guerra de Sucesión: el trono de mi nieto al fin asegurado, el archiduque desanimado... el partido moderado de Londres confirmado en su deseo de paz

A principios de enero de 1711 Felipe V volvía a ocupar el reino de Aragón, mientras Carlos III no llegaba a tiempo a Cataluña para impedir que las tropas francesas del duque de Noailles cruzaran los Pirineos en dirección a Gerona, ciudad que indefensa tuvo que capitular el 23 de enero de 1711. A partir de esa conquista las tropas borbónicas ejercieron sobre los territorios que ocupaban lo que un historiador ha llamado «auténtico terrorismo militar» (represión, intimidaciones, represalias, exigencias de contribuciones de guerra, etc.), aunque las tropas de voluntarios catalanes también cometieron todo tipo de abusos, lo que dio lugar a las protestas de la Conferencia de los Tres Comunes. Finalmente el reconstruido ejército imperial de Starhemberg pudo contener el avance borbónico en la batalla de Prats del Rey, estabilizándose así el frente.

## La derrota de Cataluña (1712-1714)

### La retirada británica (1712)

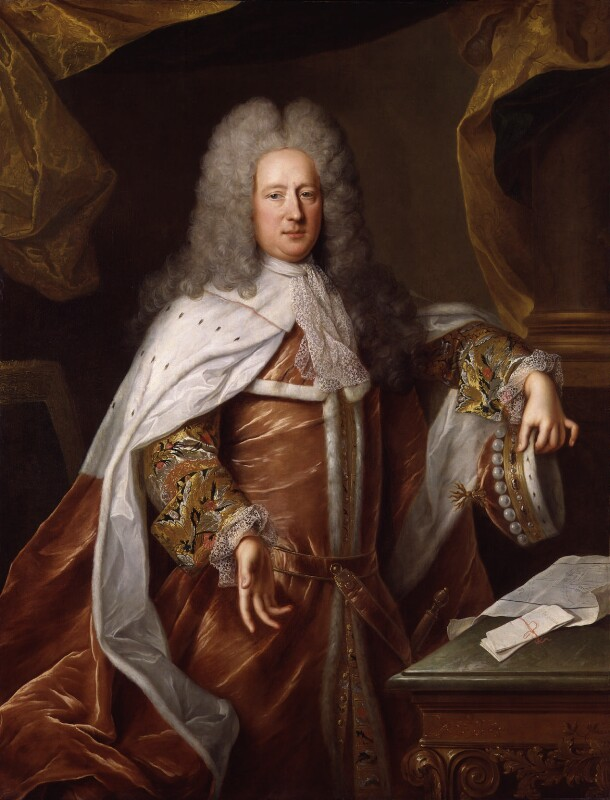
Henry St John, Vizconde de Bolingbroke. Atribuido a Alexis Simon Belle, c. 1712. National Portrait Gallery, Londres, NPG 593.

Las victorias borbónicas de Brihuega y de Villaviciosa de diciembre de 1710 dieron argumentos al nuevo gobierno británico tory, que había salido de las elecciones celebradas en otoño de ese año, para defender su política de poner fin a la guerra lo más rápidamente posible. Así ese mismo mes el secretario de estado Henry St John, vizconde de Bolingbroke ofreció un acuerdo de paz a Luis XIV en base al reconocimiento de Felipe V como rey de España, si éste renunciaba a la Corona de Francia, y a cambio de Gibraltar, de Menorca y de importantes concesiones territoriales y comerciales en América, y del reconocimiento por el rey de Francia de la línea sucesoria protestante de la Corona británica en la persona de Jorge de Hannover.
El argumento definitivo para el giro respecto de la guerra lo encontró el gobierno británico el 17 de abril de 1711 cuando la muerte del emperador José I de Austria hizo que la Corona Imperial pasara al pretendiente Carlos III el Archiduque. Según el gobierno tory, la prioridad ahora era evitar la constitución de una monarquía universal de los Habsburgo. Así se aceleraron las negociaciones secretas entre británicos y franceses que en pocos meses llegaban a buen puerto, quedando plasmado el acuerdo en tres documentos que prefiguraron los tratados posteriores de Utrecht de 1713.
El 27 de septiembre de 1711 Carlos abandonaba Barcelona para ser coronado emperador con el nombre de Carlos VI (la ceremonia tuvo lugar el 22 de diciembre en Fráncfort del Meno) dejando a su esposa Isabel Cristina de Brunswick como su lugarteniente y capitán general de Cataluña y gobernadora de los demás reinos de España, para demostrar su «paternal amor» hacia sus fieles vasallos de la monarquía hispánica.
En enero de 1712 se iniciaron en la ciudad holandesa de Utrecht las negociaciones que debían poner punto final a la guerra de sucesión española. Enseguida los plenipotenciarios de las monarquías y estados presentes fueron conscientes de la perfecta sintonía que existía entre las delegaciones de Luis XIV y de la reina Ana de Inglaterra. Esto se hizo patente mucho antes de que se firmara el primer tratado, cuando el 17 de julio de 1712 Gran Bretaña y Francia proclamaron la suspensión de las hostilidades en la guerra. En consecuencia las tropas británicas desplegadas de Cataluña embarcaron a finales de octubre, "en un ambiente de declarada hostilidad por parte de los catalanes", según Joaquín Albareda. Poco después también se retiraron las tropas neerlandesas y portuguesas, por lo que sólo quedaron en Cataluña las tropas imperiales al mando del conde Guido von Starhemberg.

### La retirada imperial (1713)

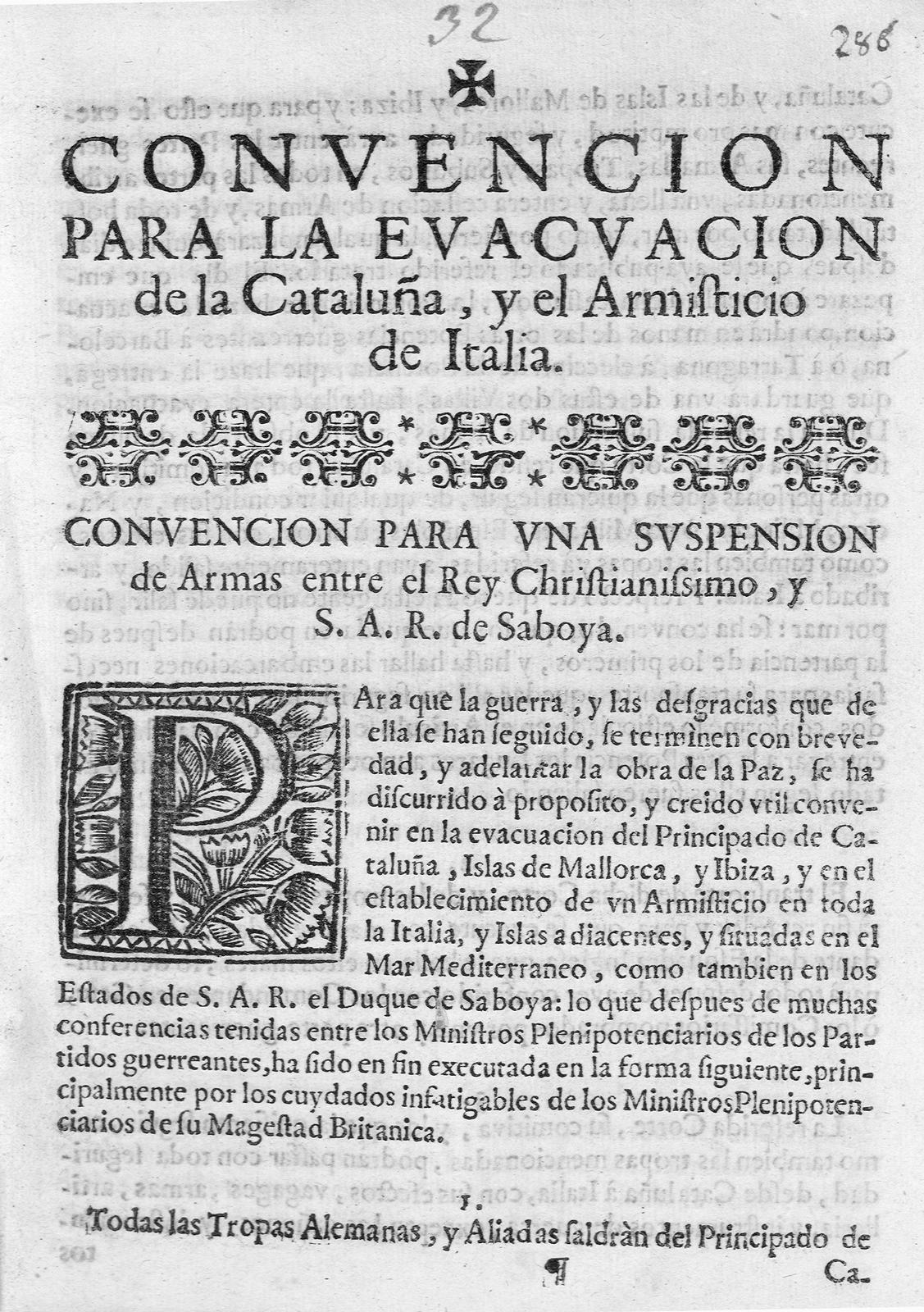
Publicación traducida al español del Convenio de evacuación de Cataluña, y el armisticio de Italia.

Una vez que Felipe V renunció formalmente en noviembre de 1712 a sus derechos a la Corona de Francia, lo que hacía que se pudieran formalizar rápidamente en Utrecht los acuerdos de paz, Gran Bretaña presionó al emperador Carlos VI para que retirara sus tropas de Cataluña. Aunque el general Starnhemberg, siguiendo las instrucciones de la corte de Viena, intentó que Felipe V se comprometiera a promulgar una amnistía general para los austracistas y a mantener las instituciones y leyes propias de Cataluña antes de proceder a la evacuación —a lo que Felipe ya se había negado cuando el embajador británico en Madrid le planteó el caso de los catalanes—, la realpolitik de Utrecht se impuso, y el 2 de marzo se firmaba en esa ciudad holandesa el Convenio para la evacuación de Cataluña por los plenipotenciarios de Gran Bretaña y de Austria.

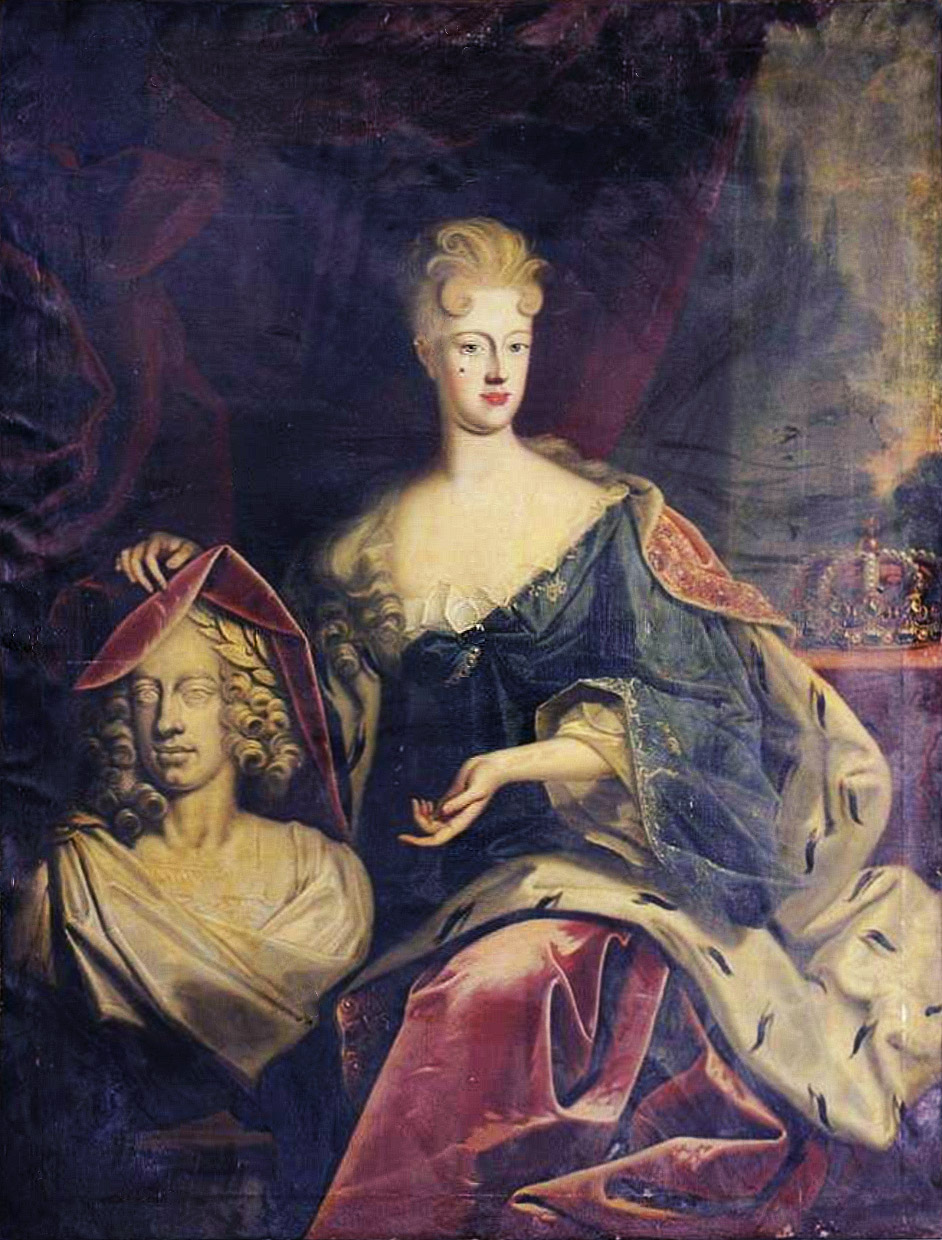
La emperatriz Isabel Cristina de Brunswick en 1712, cuando era regente y capitana general de Cataluña en nombre de su esposo Carlos VI de Austria y III de España.

El 19 de marzo de 1713 abandonaba Barcelona con toda solemnidad la emperatriz Isabel Cristina de Brunswick habiendo nombrado cuatro días antes capitán general de Cataluña a Starhenberg. En una de las cartas que envió al marqués de Rialp, que se había quedado en Barcelona, la emperatriz le confesaba: «jamás pudo yo querer más a otra nación, que yo quiero a los catalanes, y lo haré toda mi vida». En cuanto a la evacuación de las tropas imperiales los detalles del embarque en los buques británicos fueron acordados por Starhenberg con el almirante Jennings el 17 de mayo —un mes después de que se firmara el primer tratado de Utrecht entre Gran Bretaña y Francia, y otros estados aliados—. El 10 de junio el propio Carlos VI justificaba así la evacuación:

Si yo creyese que con el sacrificio de mis tropas pudiera aliviar vuestro desconsuelo, no tiene la menor duda de que lo haría, pero perderlas, para perderos más, no creo que sea medio que aconseja vuestra prudencia

El 21 de junio se firmaba el convenio del Hospitalet en el que se concretaba la evacuación de las tropas imperiales y la entrega de Barcelona o Tarragona a los borbónicos como garantía, según los términos establecidos en el Convenio para la evacuación de Cataluña. Durante las conversaciones Starnhemberg intentó, de nuevo sin éxito, que el representante de Felipe V, el marqués de Grimaldi, se comprometiera en nombre de su rey a mantener las Constituciones catalanas. Finalmente el 9 de julio de 1713 Starnhemberg embarcaba junto con los 20.000 soldados que formaban las tropas imperiales. Según cuenta el cronista Francesc de Castellví tras la firma del convenio de Hospitalet un clima derrotista se apoderó de Barcelona y por las noches se oían cantos que decían en catalán: «Carlos e Isabel, necesitados, al fin nos han dejado» o «Ingleses han faltado, portugueses han firmado, holandeses firmarán y al fin nos colgarán».

### Cataluña sigue resistiendo (julio de 1713-septiembre de 1714)

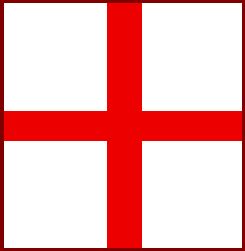
Cruz de San Jordi, insignia del Ejército de Cataluña.

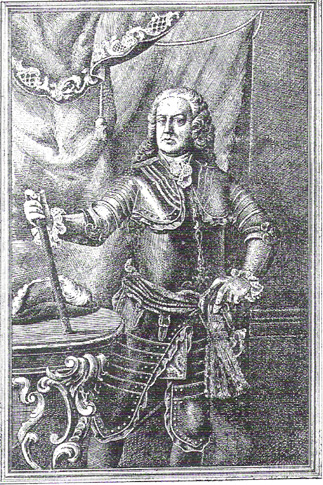
Antonio de Villarroel, nombrado comandante general del Ejército de Cataluña.

El 30 de junio de 1713 se reunía la Junta de Brazos —la institución que reunía a los diputados de los tres estamentos o braços de las Cortes catalanas que vivían en Barcelona o que se encontraban en la ciudad en el momento de la convocatoria— para decidir si se entregaban a Felipe V, tal como habían pactado una semana antes los representantes imperiales y borbónicos en el convenio del Hospitalet. En la reunión el único que defendió desde el principio la resistencia fue el braç reial —que representaba a las ciudades—, pero el braç militar —la nobleza— acabó siguiendo su ejemplo. Así el 9 de julio, el mismo día en que las tropas imperiales abandonaron Cataluña, la Diputación del General de Cataluña proclamó la resistencia:

por la conservación de las libertades, privilegios y prerrogativas de los catalanes que nuestros antecesores a costa de su sangre gloriosamente alcanzaron y nosotros debemos, así mismo, mantener, las cuales no han sido tomadas en consideración ni en Utrecht ni en L'Hospitalet.

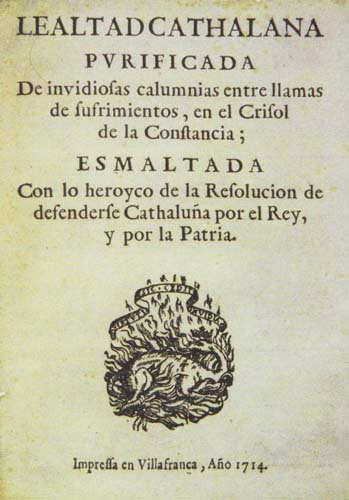
Lealtad Cathalana (1714)

Tras la decisión de la Junta de Brazos de continuar combatiendo, algunos nobles, burgueses y canónigos abandonaron Barcelona para dirigirse la mayoría a Mataró, ciudad controlada por borbónicos. Allí unos cuarenta nobles constituyeron el "Cuerpo de Nobleza" que prestó obediencia a Felipe V, considerando «abominable» la resistencia, una decisión que era «reservada a los monarcas». Lo mismo hicieron los canónigos de la catedral de Barcelona. Al mismo tiempo destacadas ciudades austracistas, como Vich y Valls, se pasaban al campo borbónico.
Con la decisión de proseguir la guerra, ante la ausencia de la figura del rey, Cataluña se convertía en una república de facto. En noviembre de 1713 se publicaba a instancias de la Junta de Brazos un folleto titulado Despertador de Cataluña en el que se justificaba la decisión de seguir resistiendo y en el que no se defendía la secesión de Cataluña sino el mantenimiento del modelo "federal" de la monarquía compuesta por lo que apelaba a la preservación de las «Leyes federales y fundamentales de la monarquía» o «leyes federadas de los reinos» y a la lucha por «la libertad de España» y contra el «despótico poder que la gobernaba». Al año siguiente en otro impreso, titulado Lealtad catalana, se reprochaba a los castellanos su apoyo a Felipe V y se afirmaba que «después de la defensa de la honra de Dios, no hay causa más justa que la de la Patria y sus Libertades» Tras proclamar de nuevo que la lucha de Cataluña era por la «libertad de España», concluía:

Viva la patria inmortal en sus glorias, Cataluña en su libertad, vosotros con honra, vuestros sucesores con aprecio, la Corona de Aragón con sus antiguos lustres y toda España con crédito bajo el legítimo dominio del emperador.

En el momento en que las tropas imperiales abandonaron Cataluña y la Junta de Brazos decidió continuar combatiendo la situación militar era desesperada puesto que los únicos núcleos estables de resistencia eran la ciudad de Barcelona —que contaba con unos 5.000 hombres para su defensa— y el castillo de Cardona —además del apoyo que se pudiera recibir desde Mallorca todavía en manos austracistas—. El resto del territorio catalán estaba ocupado por las tropas borbónicas —unos 25.000 soldados, incrementados en enero de 1714 hasta 55.000 al mando del duque de Popoli, y que desplegaron una política de terror sistemático sobre las poblaciones catalanas—, aunque su dominio no era estable pues padecían el hostigamiento de las partidas austracistas.
Tras la firma del Tratado de Rastatt el 6 de marzo de 1714, por el que Carlos VI firmaba la paz con el rey de Francia y se incorporaba formalmente a la Paz de Utrecht, lo que suponía un duro golpe para las posibilidades de resistencia de Cataluña, el emperador escribió una carta a los diputados catalanes el 28 de marzo en la que les comunicaba que el tratado lo había firmado «sobre la indisputable condición de conservar mi justicia, derechos, acción y títulos, que como legítimo Rey de España me pertenecen» y a continuación les aseguraba que les dispensaría «las asistencias que se hagan arbitrales en la posibilidad». La Conferencia de los Tres Comunes entendió el mensaje como que en Rastatt Carlos VI había sido reconocido como rey de España, aunque en realidad el emperador sólo había retenido el título puramente nominal. Lo cierto era que el duque de Berwick, que se incorporó al asedio de Barcelona el 7 de julio de 1714, había recibido unas instrucciones tajantes por parte de Felipe V sobre el durísimo trato que se debía dispensar a «este pueblo rebelde que, además de resistirse a entrar bajo mi obediencia, presenta las más vivas solicitaciones en todas las cortes extranjeras para acarrearme nuevos problemas y, si pudieran, incitar a la guerra a toda Europa».
El sitio borbónico de la ciudad de Barcelona se inició a finales del mes de julio de 1713, el mismo mes en que la Diputación del General de Cataluña proclamó seguir combatiendo. En el castillo de Montjuic se izó un estandarte negro con la inscripción «Muerte o nuestros privilegios conservados», mientras en el otro núcleo de resistencia, el castillo de Cardona, las banderas también negras llevaban la frase «Viviremos libres o moriremos». Mientras tanto diversos regimientos del Ejército de Cataluña intentaban recuperar las zonas del interior e iban proclamando a su paso que Felipe V quería convertirlos en esclavos. En agosto de 1713 se produjo un intento de romper el cerco por el general Nebot que embarcó a 1.500 soldados hacia Arenys de Mar y desde allí recorrió varias comarcas catalanas, pero no logró su objetivo y además desencadenó una nueva ola de terror borbónico contra las poblaciones que acogieron a los resistentes. Así Vilassar, Tarrasa, Teyá y otras poblaciones fueron incendiadas. En el caso de Manresa el propio marqués de Populi admitía que el castigo «había sido mayor de lo que se había resuelto, que era la que quemasen sólo veintiuna casas de los rebeldes ausentes y más culpados», ya que el fuego consumió «casi la mitad de la ciudad».

#### Revuelta de las Quincenadas
En enero de 1714 se produjo un alzamiento popular en diversas comarcas al grito de Visca la pàtria! y Via fora lladres! ('¡Fuera los ladrones!'), uno de cuyos motivos eran las contribuciones extraordinarias impuestas por los borbónicos, llamadas las quincenadas, y que al ejército del duque de Popoli le costó dominar. Como represalia los borbónicos desplegaron una nueva oleada de "terror militar" con ejecuciones masivas —como la de San Quintín de Mediona donde fueron ajusticiadas 800 personas— e incendios de poblaciones. El propio duque de Popoli alardeaba de que Arbucias «se quemó tan enteramente que sólo la iglesia se reservó del universal incendio, para que sirviese de castigo de padrón memorable a la posteridad y al escarmiento». Estas atrocidades fueron respondidas por revanchas brutales por parte de las partidas austracistas —en Oristá 700 soldados borbónicos fueron degollados y en Balsareny 500—.
Conforme se fue estrechando el cerco borbónico sobre la Barcelona la situación de penuria dentro de la ciudad se fue agudizando, y para mantener el orden se formó una «Compañía de la quietud». Asimismo fue creciendo el fanatismo religioso impulsado por el vicario Josep Rifós, por lo que proliferaron las procesiones, los sermones en lugares públicos y los grupos de penitentes que recorrían las calles.
El 26 de febrero de 1714 la Diputación General de Cataluña cedió el mando al Consejo de Ciento, formalizándose así el hecho de que el peso de la guerra lo estaba llevando la ciudad de Barcelona cuya Coronela era la fuerza fundamental en su defensa. Según Joaquim Albareda, "la renuncia de la Diputación reflejaba, al mismo tiempo, la composición social marcadamente popular de la Barcelona resistente ya que buena parte de la nobleza y de la jerarquía eclesiástica, así como algunos comerciantes, habían abandonado la ciudad, facilitando que la opción radical se adueñara de ella". Dos meses después comenzó el bombardeo de Barcelona por la artillería borbónica que no pararía hasta su rendición.

### El «caso de los catalanes»

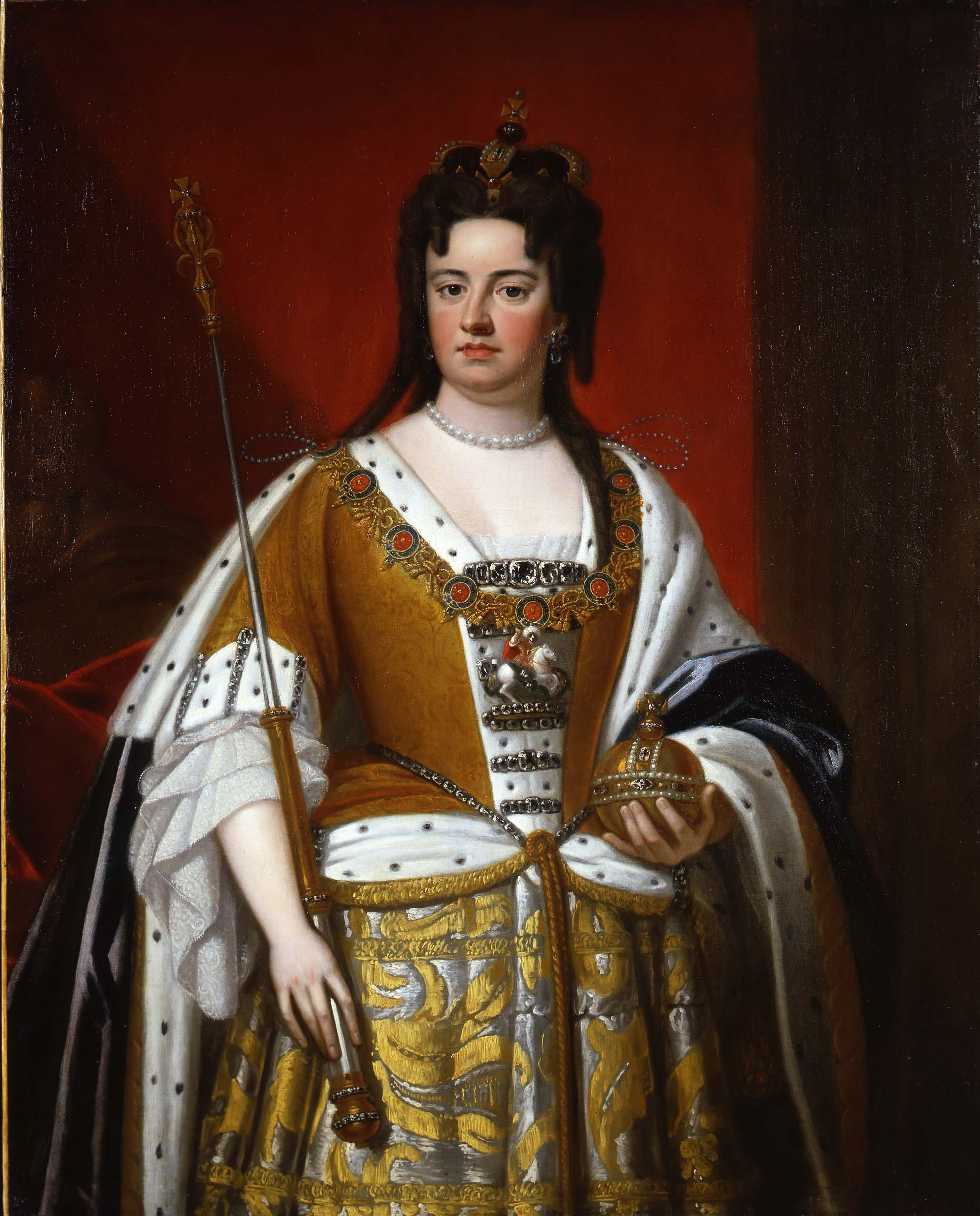
Retrato de la reina Ana de Inglaterra, hacia 1705

Una vez iniciadas las negociaciones en Utrecht la reina Ana de Inglaterra —quien, según Joaquim Albareda, "por motivos de honor y de conciencia, se sentía obligada a reclamar todos los derechos de que gozaban los catalanes cuando les incitaron a ponerse bajo el dominio de la Casa de Austria"— hizo gestiones a través de su embajador en la corte de Madrid —cuando aún no se había firmado ningún tratado— para que Felipe V concediera una amnistía general a los austracistas españoles, y singularmente a los catalanes, que además debían conservar sus Constituciones. Pero la respuesta de Felipe fue negativa y le comunicó al embajador británico «que la paz os es tan necesaria como a nosotros y no la querréis romper por una bagatela».
Finalmente el secretario de estado británico vizconde de Bolingbroke, deseoso de acabar con la guerra, claudicó ante la obstinación de Felipe V y renunció a que éste se comprometiera a mantener las "libertades" catalanas. Cuando el embajador de los Tres Comunes de Cataluña en Londres Pablo Ignacio de Dalmases tuvo conocimiento de este cambio de actitud del gobierno británico consiguió que la reina Ana le recibiera a título individual el 28 de junio de 1713, pero esta le respondió que «había hecho lo que había podido por Cataluña».
El abandono de los catalanes por Gran Bretaña quedó plasmado dos semanas después en el artículo 13 del tratado de paz entre Gran Bretaña y España firmado el 13 de julio de 1713. En él Felipe V garantizaba vidas y bienes a los catalanes, pero en cuanto a sus leyes e instituciones propias sólo se comprometía a que tuvieran «todos aquellos privilegios que poseen los habitantes de las dos Castillas». El conde de la Corzana, uno de los embajadores de Carlos VI en Utrecht, consideró el acuerdo tan «indecoroso que el tiempo no borrará el sacrificio que el ministerio inglés hace de la España y singularmente de la Corona de Aragón, y más en particular de la Cataluña, a quienes la Inglaterra ha dado tantas seguridades de sostenerles y ampararles».
En las siguientes negociaciones llevadas a cabo en Rastatt el «caso de los catalanes» pronto se convirtió en la cuestión más difícil a resolver, porque Felipe V estaba deseoso de aplicar en Cataluña y en Mallorca la "Nueva Planta" que había promulgado en 1707 para los "reinos rebeldes" de Valencia y de Aragón y que había supuesto su desaparición como Estados. Así el 6 de marzo de 1714 se firmaba el tratado de Rastatt por el que el Imperio Austríaco se incorporaba a la paz de Utrecht, sin conseguir el compromiso de Felipe V sobre el mantenimiento de las leyes e instituciones propias del Principado de Cataluña y para el reino de Mallorca que seguían sin ser sometidos a su autoridad. La negativa a hacer ningún tipo de concesión la argumentaba así Felipe V en una carta remitida a su abuelo Luis XIV:

No es por odio ni por sentimiento de venganza por lo que siempre me he negado a esta restitución, sino porque significaría anular mi autoridad y exponerme a revueltas continuas, hacer revivir lo que su rebelión ha extinguido y que tantas veces experimentaron los reyes, mis predecesores, que quedaron debilitados a causa de semejantes rebeliones que habían usurpado su autoridad. [...] Si [Carlos VI] se ha comprometido en favor de los catalanes y los mallorquines, ha hecho mal y, en todo caso, debe conformarse del mismo modo que lo ha hecho la reina de Inglaterra, juzgando que sus compromisos ya se veían satisfechos con la promesa que he hecho de conservarles los mismos privilegios que a mis fieles castellanos

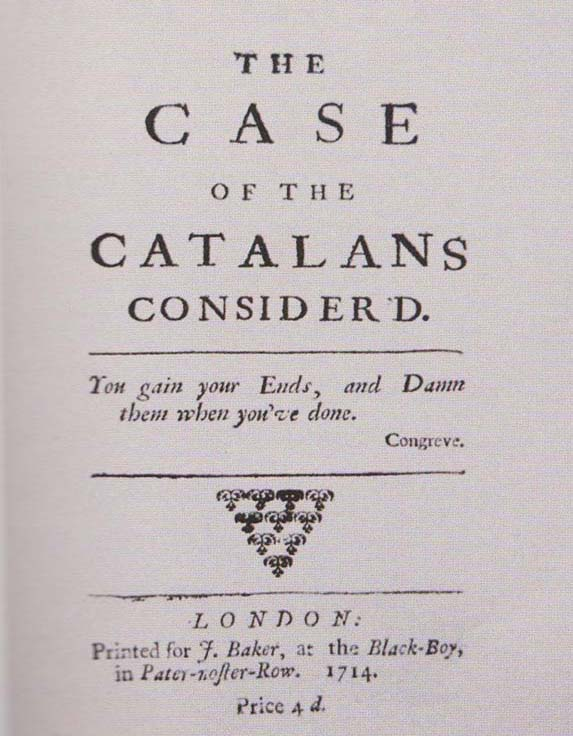
Los manifiestos Deplorable History of the Catalans y The Case of the Catalans recordaban a Inglaterra su tratado de alianza militar con Cataluña y la traición de Utrecht

En julio de 1714 Bolingbroke también rechazó una última propuesta del representante de los Tres Comunes de Cataluña en Londres Pablo Ignacio de Dalmases para que la reina Ana «tome en depósito a Cataluña o por lo menos Barcelona y Mallorca hasta la paz general sin soltarlas a nadie hasta que mediante tratado se adjudiquen y se asegure la observancia de sus privilegios» —en referencia a las negociaciones que tenían lugar en Baden—, porque eso podría suponer la reanudación de la guerra. La corriente crítica hacia la política británica respecto de los aliados catalanes y mallorquines se plasmó además de en los debates parlamentarios en dos publicaciones aparecidas entre marzo y septiembre de 1714. En The Case of the Catalans Considered, después de aludir repetidamente a la responsabilidad contraída por los británicos al haber alentado a los catalenes a la rebelión y a la falta de apoyo que tuvieron después cuando lucharon solos, se decía:

Sus antepasados les legaron los privilegios de que gozan hace siglos ¿Ahora deben renunciar a ellos sin honor y han de dejar, tras de sí, una raza de esclavos? No; prefieren morir todos; o la muerte o la libertad, esta es su decidida elección.
[...]

Todas estas cuestiones tocan el corazón de cualquier ciudadano británico generoso cuando considera el caso de los catalanes... ¿La palabra catalanes no será sinónimo de nuestra deshonra?

Por su parte, The Deplorable History of the Catalans, tras narrar lo sucedido durante la guerra, elogiaba el heroísmo de los catalanes: «ahora el mundo ya cuenta con un nuevo ejemplo de la influencia que puede ejercer la libertad en mentes generosas».

### La caída de Barcelona (11-12 de septiembre de 1714)

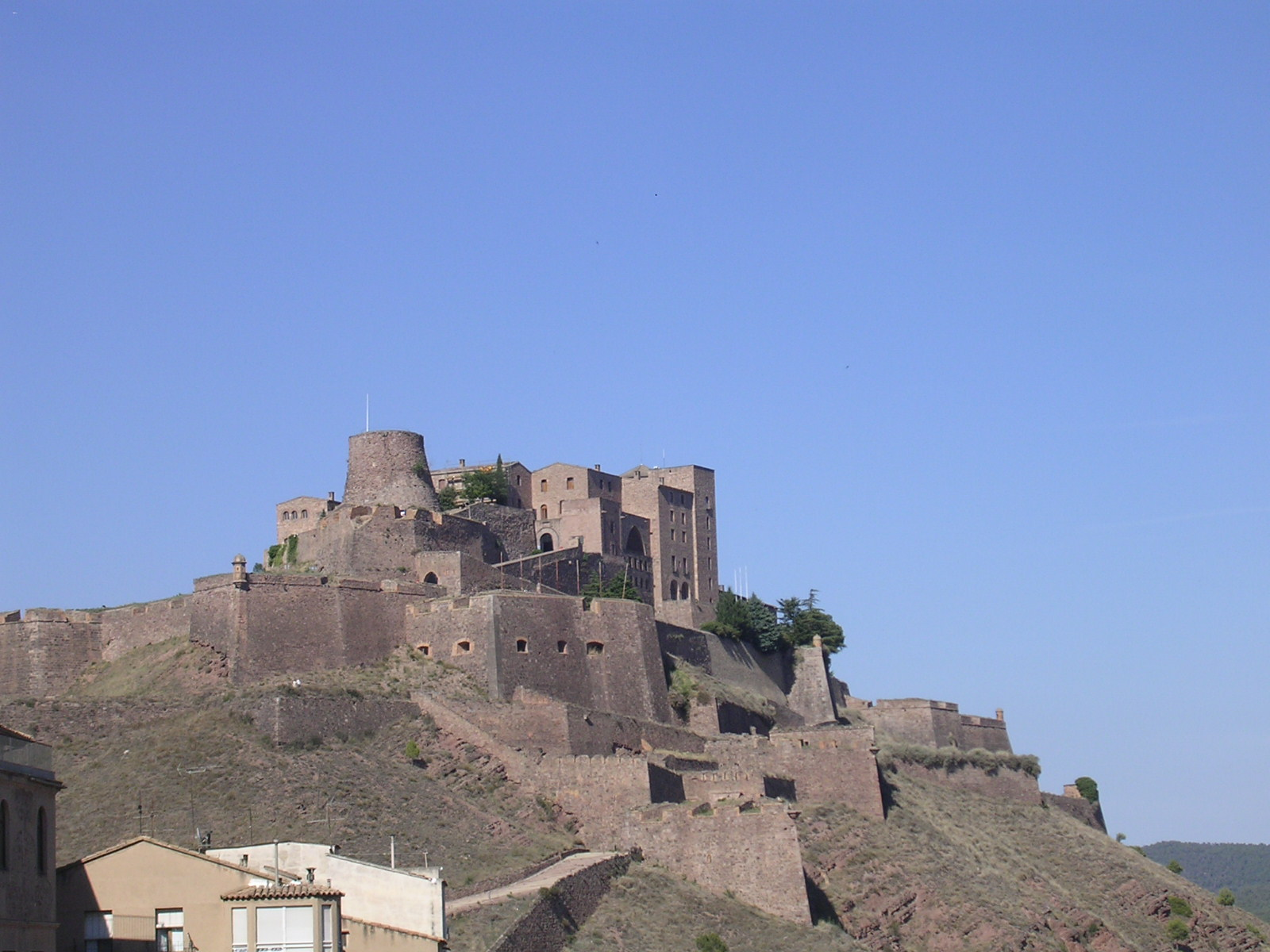
Castillo de Cardona, el último reducto de la Cataluña resistente.

En julio de 1714 se incorporó al cerco de Barcelona un ejército francés al mando del Duque de Berwick, con lo que la desproporción de fuerzas entre los contendientes se acentuó aún más. Se estima que unos 47.000 soldados borbónicos ocupaban Cataluña y unos 39.000 cercaban Barcelona. Frente a ellos unos 5.400 resistentes defendían la ciudad, al mando del general Antonio de Villarroel y del conseller en cap Rafael Casanova, y las partidas austracistas que acosaban a los borbónicos en el interior de Cataluña no superarían los 13.000 hombres. El cerco por mar impuesto por Berwick hizo que la situación en Barcelona fuera insostenible ya que el abastecimiento que hasta entonces había recibido desde Mallorca, Génova, Cerdeña y el norte de África se interrumpió con lo que el trigo y los productos básicos empezaron a escasear, incluida la munición. A esto se unió el bombardeo continuo iniciado en abril que tuvo efectos devastadores: cayeron alrededor de 40.000 proyectiles que destruyeron la tercera parte de los edificios.
La única esperanza que le quedaba a Barcelona era que llegara la ayuda exterior y esa posibilidad se abrió cuando falleció la reina Ana de Inglaterra el 1 de agosto y su sucesor Jorge I de Hannover parecía dispuesto a dar un viraje a la política británica sobre el "caso de los catalanes". Así el 18 de septiembre el nuevo rey recibió en La Haya, donde se encontraba camino de Londres para ser coronado, al embajador catalán Felip Ferran de Sacirera, a quien le prometió que haría lo posible por Cataluña, pero temía que fuera demasiado tarde. En efecto, cuando llegó a Londres a finales de mes ya se conocía la noticia de que el 12 de septiembre de 1714 Barcelona había capitulado.
El 3 de septiembre de 1714 Berwick dio un ultimátum a Barcelona para que se rindiera pero los resistentes decidieron proseguir la lucha, por lo que en la madrugada del 10 al 11 de septiembre se produjo el asalto final a la ciudad por una brecha de la muralla —que había sido abierta hacía dos meses y que los resistentes habían conseguido defender hasta entonces—, combatiéndose cuerpo a cuerpo en las calles y casas. Los dos máximos dirigentes Rafael Casanova y Antonio Villarroel cayeron heridos y a las dos de la tarde del 12 de septiembre Barcelona capituló. Se calcula que durante los catorce meses de asedio los defensores de la ciudad tuvieron unas 7.000 bajas entre muertos y heridos, mientras los asaltantes perdieron más de 10.000 hombres. El 13 de septiembre las tropas borbónicas entraban en Barcelona y cinco días después, el 18, capitulaba el último reducto de la Cataluña resistente, el castillo de Cardona defendido por el gobernador Manuel Desvalls.